# Canadian Premier League 2021
La Canadian Premier League 2021 è stata la terza edizione del massimo campionato di calcio canadese. Le partecipanti sono state otto, le stesse dell'anno precedente. Da questa stagione lo York9 ha modificato la propria denominazione in York United.
L'intenzione iniziale degli organizzatori era di avviare il campionato in occasione della festività canadese del Victoria Day, il 22 maggio, ma a causa della pandemia di COVID-19 l'esordio è stato rinviato al 26 giugno, quando tutte le partecipanti si sono concentrate all'IG Field di Winnipeg per una prima fase del torneo.
Al termine dei play-off il titolo è stato vinto dal Pacific, che si è anche qualificato alla CONCACAF League 2022.

## Formula
La lega intendeva tornare alla formula inizialmente prevista già per la stagione precedente, in base alla quale ogni squadra avrebbe incontrato le altre quattro volte, due in casa e due in trasferta. Il 5 giugno è stato invece comunicato che il campionato avrebbe preso il via all'IG Field di Winnipeg, dove tutte le squadre hanno disputato 8 partite nell'arco di un mese, due contro ciascuna avversaria dell'altra metà del paese, in un mini torneo chiamato "The Kickoff". Le squadre hanno giocato le restanti venti partite nelle città di appartenenza, dieci in casa e dieci in trasferta, incontrando un maggior numero di volte le squadre più vicine geograficamente.
Le prime partite del torneo Kickoff si sono disputate a porte chiuse, mentre dal 7 luglio è consentito l'ingresso a 2.000 spettatori a incontro.
Le prime quattro classificate al termine della stagione regolare disputano i play-off per l'assegnazione del titolo, sia le semifinali che la finale sono disputati in partita unica in casa della squadra meglio classificata. La vincitrice del torneo si qualifica alla CONCACAF League 2022.
Confermate le regole sulle rose: è possibile tesserare un massimo di sette giocatori stranieri, in più c'è l'obbligo di schierare almeno sei canadesi nella formazione iniziale di ogni incontro. Ogni squadra deve avere almeno tre canadesi Under-21 nella rosa, ed in questa stagione la somma dei minuti da loro giocati deve essere pari ad almeno 1.500 minuti. Ogni club può spendere massimo 1,2 milioni di dollari canadesi per i salari, ripartendoli fra un minimo di 650.000 e un massimo di 850.000 dollari per i giocatori e fra 350.000 e 550.000 dollari per lo staff tecnico. All'interno di questo budget sono ricompresi i salari, i bonus legati ai risultati e altri benefits come la fornitura di alloggi.

## Partecipanti
| Club            | Città    | Provincia           | Stadio                       | Stagione precedente                                             |
| --------------- | -------- | ------------------- | ---------------------------- | --------------------------------------------------------------- |
| Atlético Ottawa | Ottawa   | Ontario             | TD Place Stadium             | 7º al Primo turno                                               |
| Cavalry         | Calgary  | Alberta             | ATCO Field                   | 1º al Primo turno, 3º al Secondo turno                          |
| FC Edmonton     | Edmonton | Alberta             | Clarke Stadium               | 8º al Primo turno                                               |
| Forge           | Hamilton | Ontario             | Tim Hortons Field            | 3º al Primo turno, 1º al Secondo turno. Campione dopo le Finals |
| HFX Wanderers   | Halifax  | Nuova Scozia        | Wanderers Grounds            | 2º al Primo turno, 2º al Secondo turno                          |
| Pacific         | Victoria | Columbia Britannica | Westhills Stadium (Langford) | 4º al Primo turno, 4º al Secondo turno                          |
| Valour          | Winnipeg | Manitoba            | IG Field                     | 6º al Primo turno                                               |
| York Utd        | York     | Ontario             | York Lions Stadium           | 5º al Primo turno                                               |

## Allenatori
| Squadra         | Allenatore                                                            |
| --------------- | --------------------------------------------------------------------- |
| Atlético Ottawa | Mista                                                                 |
| Cavalry         | Tommy Wheeldon Jr.                                                    |
| FC Edmonton     | Alan Koch                                                             |
| Forge           | Bobby Smyrniotis                                                      |
| HFX Wanderers   | Stephen Hart                                                          |
| Pacific         | Pa Modou Kah                                                          |
| Valour          | Rob Gale (fino al 23 settembre) Phillip Dos Santos (dal 23 settembre) |
| York United     | Jim Brennan                                                           |

## Classifica
|  | Pos. | Squadra         | Pt | G  | V  | N  | P  | GF | GS | DR  |
|  | ---- | --------------- | -- | -- | -- | -- | -- | -- | -- | --- |
|  | 1.   | Forge           | 50 | 28 | 16 | 2  | 10 | 39 | 24 | +15 |
|  | 2.   | Cavalry         | 50 | 28 | 14 | 8  | 6  | 34 | 30 | +4  |
|  | 3.   | Pacific         | 45 | 28 | 13 | 6  | 9  | 47 | 34 | +13 |
|  | 4.   | York Utd        | 36 | 28 | 8  | 12 | 8  | 35 | 39 | -4  |
|  | 5.   | Valour          | 35 | 28 | 10 | 5  | 13 | 38 | 36 | +2  |
|  | 6.   | HFX Wanderers   | 35 | 28 | 8  | 11 | 9  | 28 | 34 | -6  |
|  | 7.   | FC Edmonton     | 28 | 28 | 6  | 10 | 12 | 34 | 41 | -7  |
|  | 8.   | Atlético Ottawa | 26 | 28 | 6  | 8  | 14 | 30 | 47 | -17 |

      Qualificate ai play-off per il titolo
In caso di arrivo a pari punti:
1. Maggior numero di vittorie;
2. Differenza reti;
3. Gol fatti;
4. Minutaggio giocatori canadesi U-21
5. Lancio della moneta (2 squadre) o estrazione a sorte (3 o più squadre).

## Risultati

### The Kickoff
|                 | ATO  | CAV      | EDM      | FOR      | HFX      | PAC      | VAL      | YOR  |
| --------------- | ---- | -------- | -------- | -------- | -------- | -------- | -------- | ---- |
| Atlético Ottawa | –––– | 1-4      | 1-1      | –––––––– | –––––––– | 0-1      | 0-1      | –––– |
| Cavalry         | 0-2  | –––––––– | –––––––– | 0-2      | 0-0      | –––––––– | –––––––– | 2-1  |
| FC Edmonton     | 0-1  | –––––––– | –––––––– | 2-0      | 1-0      | –––––––– | –––––––– | 1-1  |
| Forge           | –––– | 1-2      | 1-0      | –––––––– | –––––––– | 3-0      | 0-2      | –––– |
| HFX Wanderers   | –––– | 1-2      | 2-1      | –––––––– | –––––––– | 0-0      | 1-0      | –––– |
| Pacific         | 4-2  | –––––––– | –––––––– | 1-2      | 2-0      | –––––––– | –––––––– | 3-0  |
| Valour          | 2-0  | –––––––– | –––––––– | 1-0      | 2-0      | –––––––– | –––––––– | 3-0  |
| York United     | –––– | 0-0      | 1-0      | –––––––– | –––––––– | 2-2      | 2-1      | –––– |

### Regular season
|                 | ATO         | CAV         | EDM         | FOR         | HFX         | PAC         | VAL         | YOR         |
| --------------- | ----------- | ----------- | ----------- | ----------- | ----------- | ----------- | ----------- | ----------- |
| Atlético Ottawa | –––––       | 3-1         | –––––       | 0-1 0-3     | 2-1 2-2 1-2 | –––––       | 2-0         | 1-1 2-2 1-1 |
| Cavalry         | ––––––––––  | ––––––––––  | 2-1 2-2 1-1 | –––––       | 0-0         | 0-0 2-1 1-0 | 1-0 2-4     | 2-1         |
| FC Edmonton     | 3-4         | 0-1 2-3     | –––––       | 1-0         | –––––       | 1-2 1-1 2-1 | 3-1 0-0 3-3 | –––––       |
| Forge           | 2-0 4-0 2-0 | 0-1         | ––––––––––  | ––––––––––  | 1-1 4-1     | 2-1         | –––––       | 0-1 3-1 0-2 |
| HFX Wanderers   | 2-1 1-1     | –––––       | 1-0         | 2-0 0-1 0-0 | –––––       | 1-0         | –––––       | 2-3 3-3     |
| Pacific         | 1-1         | 2-0 1-2 3-1 | 2-2 5-1     | ––––––––––  | ––––––––––  | –––––       | 2-1 3-2     | 1-2         |
| Valour          | –––––       | 0-1 1-1 0-0 | 3-0 0-3 1-1 | 3-1         | 3-0         | 0-2 1-3     | ––––––––––  | ––––––––––  |
| York United     | 2-0 1-1     | –––––       | 1-1         | 0-1 1-2 1-3 | 1-1 0-0 2-2 | –––––       | 2-1         | –––––       |

## Play-off
Le prime quattro classificate della stagione regolare disputano i play-off per il titolo, composti da semifinali e finale in partita secca, disputati sul campo della squadra meglio piazzata. In tutti gli incontri dei play-off, in caso di parità al termine dei 90 minuti si disputano i tempi supplementari ed eventualmente i calci di rigore.

### Tabellone
|  | Semifinali | Semifinali    | Semifinali |  |   | Finale | Finale  | Finale |
|  |            |               |            |  |   |        |         |        |
|  | 1          | Forge         | 3          |  |   |        |         |        |
|  | 1          | Forge         | 3          |  |   |        |         |        |
|  | 4          | York Utd      | 1          |  |   |        |         |        |
|  | 4          | York Utd      | 1          |  | 1 | Forge  | 0       |        |
|  |            |               |            |  | 1 | Forge  | 0       |        |
|  |            |               |            |  |   | 3      | Pacific | 1      |
|  | 2          | Cavalry       | 1          |  |   | 3      | Pacific | 1      |
|  | 2          | Cavalry       | 1          |  |   |        |         |        |
|  | 3          | Pacific (dts) | 2          |  |   |        |         |        |
|  | 3          | Pacific (dts) | 2          |  |   |        |         |        |

### Semifinali
| Arbitro: | P. Lauzière |

|         |           |                                   |
| Yao 47’ | Marcatori | 33’ Campbell 105’ (aut.) Carducci |

| Arbitro: | J. Marquez |

|                                            |           |              |
| Pacius 9’ Navarro 66’ Verhoeven 73’ (aut.) | Marcatori | 38’ Petrasso |

### Finale
| Arbitro: | Y. Rudolf |

|  |           |                |
|  | Marcatori | 59’ Hojabrpour |

## Statistiche

### Classifica marcatori
| Gol | Rigori |  | Giocatore       | Squadra         |
| --- | ------ |  | --------------- | --------------- |
| 14  | 5      |  | João Morelli    | HFX Wanderers   |
| 12  | 0      |  | Easton Ongaro   | FC Edmonton     |
| 11  | 1      |  | Terran Campbell | Pacific         |
| 10  | 2      |  | Alejandro Díaz  | Pacific         |
| 10  | 3      |  | Malcolm Shaw    | Atlético Ottawa |
| 9   | 4      |  | Moses Dyer      | Valour          |
| 8   | 0      |  | William Akio    | Valour          |
| 7   | 0      |  | Joe Mason       | Cavalry         |
| 7   | 0      |  | Woobens Pacius  | Forge           |
| 7   | 1      |  | Marco Bustos    | Pacific         |
| 7   | 3      |  | Molham Babouli  | Forge           |

(fonte: canpl.ca)

### Premi individuali
I premi individuali sono stati assegnati il 14 dicembre a Toronto nel corso di una apposita cerimonia.
| Premio                          | Vincitore             | Squadra       |
| ------------------------------- | --------------------- | ------------- |
| Miglior marcatore               | João Morelli          | HFX Wanderers |
| Miglior portiere                | Jonathan Sirois       | Valour        |
| Miglior giocatore               | João Morelli          | HFX Wanderers |
| Miglior giocatore canadese U-21 | Alessandro Hojabrpour | Pacific       |
| Miglior allenatore              | Pa Modou Kah          | Pacific       |